# Boston Celtics 1948-1949
La stagione 1948-49 dei Boston Celtics è stata la 3ª della franchigia.  I Celtics chiusero la stagione al quinto posto della Eastern Conference mancando l'accesso ai play-off.

## Arrivi/partenze

### Draft
| Giro | Scelta | Giocatore           | Ruolo | Nazione     | College/liceo      |
| ---- | ------ | ------------------- | ----- | ----------- | ------------------ |
| 1    | 3      | George Hauptfuhrer^ |       | Stati Uniti | Harvard University |

^ Non inserito nel roster

#### Altre scelte
- John Bach
- Norman Carey, (non inserito nel roster)
- Bob Curran, (non inserito nel roster)
- Neil Dooley, (non inserito nel roster)
- Jack Hauser, (non inserito nel roster)
- Marshall Hawkins, (non inserito nel roster)
- Tom Kelly
- Murray Mitchell, (non inserito nel roster)
- Guinn Phillips, (non inserito nel roster)
- Ray Wehde, (non inserito nel roster)

### Scambi
| Pausa estiva | Ai Boston CelticsHank Beenders | Ai Philadelphia WarriorsEd Sadowski |

| Pausa estiva | Ai Boston CelticsJim Seminoff | Ai Chicago StagsDenaro |

| 16 gennaio 1949 | Ai Boston Celtics George Nostrand, Earl Shannon | Ai Providence SteamrollersChick Halbert, Mel Riebe |

| 30 gennaio 1949 | Ai Boston CelticsBob Kinney | Ai Fort Wayne PistonsDenaro |

### Mercato free agent

#### Acquisti
| Giocatore        | Firmato             | Provenienza           |
| Al Lucas         | pausa estiva        |                       |
| Bob Doll         | pausa estiva        | St. Louis Bombers     |
| Chick Halbert    | pausa estiva        | Philadelphia Warriors |
| Dermie O'Connell | pausa estiva        |                       |
| Tom Kelly        | pausa estiva        |                       |
| George Kaftan    | pausa estiva        |                       |
| John Hazen       | pausa estiva        | Pittsburgh Ironmen    |
| Bill Roberts     | a stagione in corso | Chicago Stags         |
| Johnny Ezersky   | a stagione in corso | Baltimore Bullets     |
| Phil Farbman     | a stagione in corso | Philadelphia Warriors |

#### Cessioni
| Giocatore       | Ceduto              | Destinazione       |
| Cecil Hankins   | pausa estiva        |                    |
| Charlie Hoefer  | pausa estiva        |                    |
| George Munroe   | pausa estiva        |                    |
| Jack Hewson     | pausa estiva        |                    |
| Mike Bloom      | pausa estiva        | Minneapolis Lakers |
| Saul Mariaschin | pausa estiva        |                    |
| Chuck Connors   | pausa estiva        |                    |
| Bill Roberts    | a stagione in corso | St. Louis Bombers  |

## Roster
| N°   | Naz.                   | Ruolo | Sportivo         | Anno | Alt. | Peso |
| ---- | ---------------------- | ----- | ---------------- | ---- | ---- | ---- |
|      | Stati Uniti (bandiera) | GA    | Earl Shannon     | 1921 | 180  | 77   |
| 3    | Stati Uniti (bandiera) | AC    | George Nostrand  | 1924 | 203  | 88   |
| 5    | Stati Uniti (bandiera) | C     | Bill Roberts     | 1925 | 206  | 95   |
| 6    | Stati Uniti (bandiera) | AC    | Hank Beenders    | 1916 | 198  | 84   |
| 6    | Stati Uniti (bandiera) | G     | Tom Kelly        | 1924 | 183  | 77   |
| 7    | Stati Uniti (bandiera) | G     | Dermie O'Connell | 1928 | 182  | 79   |
| 7-9  | Stati Uniti (bandiera) | GA    | Mel Riebe        | 1916 | 180  | 82   |
| 8    | Stati Uniti (bandiera) | A     | Phil Farbman     | 1924 | 185  | 84   |
| 9    | Stati Uniti (bandiera) | A     | George Kaftan    | 1928 | 192  | 86   |
| 10   | Stati Uniti (bandiera) | GA    | Johnny Ezersky   | 1921 | 192  | 80   |
| 10-3 | Stati Uniti (bandiera) | G     | John Hazen       | 1927 | 188  | 78   |
| 10   | Stati Uniti (bandiera) | G     | Stan Noszka      | 1920 | 185  | 84   |
| 11   | Stati Uniti (bandiera) | C     | Chick Halbert    | 1919 | 206  | 102  |
| 12   | Stati Uniti (bandiera) | A     | Art Spector      | 1920 | 193  | 91   |
| 13   | Stati Uniti (bandiera) | GA    | Gene Stump       | 1925 | 188  | 84   |
| 14   | Stati Uniti (bandiera) | GA    | Bulbs Ehlers     | 1923 | 191  | 90   |
| 15   | Stati Uniti (bandiera) | GA    | Jim Seminoff     | 1922 | 188  | 86   |
| 17   | Stati Uniti (bandiera) | GA    | Johnny Bach      | 1924 | 188  | 82   |
| 19   | Stati Uniti (bandiera) | AC    | Bob Doll         | 1919 | 196  | 88   |
| 20   | Stati Uniti (bandiera) | GA    | Al Lucas         | 1922 | 191  | 88   |
| 21   | Stati Uniti (bandiera) | G     | Jack Garfinkel   | 1918 | 183  | 86   |
| 22   | Stati Uniti (bandiera) | AC    | Bob Kinney       | 1920 | 199  | 97   |

## Staff tecnico
- Allenatore: Doggie Julian
- Vice-allenatore: Henry McCarthy
- Preparatore atletico: Harvey Cohn